# Руиль
Ру́иль, также Руйль (нем. Ruil, Руйла, эст. Ruila mõis) — рыцарская мыза (имение) в деревне Руйла волости Сауэ уезда Харьюмаа, Эстония. Согласно историческому административному делению, относилась к приходу Хагери. В годы Российской империи находилась на территории Эстляндской губернии и относилась к приходу Гаггерс.

## История мызы
Первые письменные сведения о мызе относятся к 1417 году, когда она была резиденцией Ревельского комтура. С 1622 года мыза находилась во владении семейства Ульрихов (Ulrich). В 1814 году мызу унаследовала дочь Фридриха Иоганна фон Ульриха (Friedrich Johann von Ulrich) Катарина Фредерика фон Бремен (Katharina Friederike von Bremen); с того времени и до 1939 года ею владели фон Бремены. В XVII веке из очень большой в то время мызы были выделены несколько других мыз, в частности Хайба, Лайц (Лайтсе), Муналас (Муналаскме) и Нурмс (Нурме).

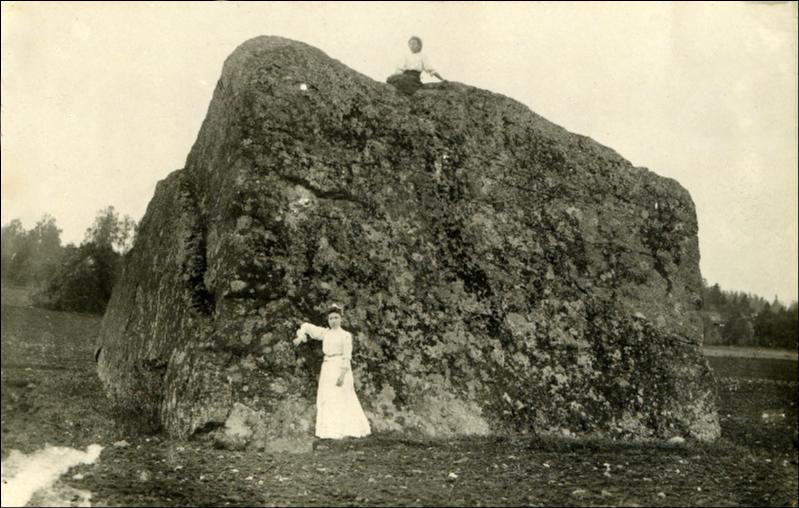
Жертвенный камень на землях мызы Руйль (Руйла), 1907 год

Мыза Руйль была основана на месте на месте древнего культового сооружения, и в её дворе до настоящего времени сохранились жертвенные камни. К западу от рыцарской мызы Руиль находилась её скотоводческая мыза Нойхоф (нем. Neuhof, Niehof).
В 1845 году мызу унаследовал Юлиус Бернгард фон Бремен (Julius Bernhard von Bremen, 1820—1882). В ходе земельной реформы 1919 года мыза не была национализирована, как большинство других мыз на территории Эстонии. Её последними собственниками были Ульрих Иоганн Конрадин фон Бремен (Ulrich Johann Konradin von Bremen, 1859—1935) и его супруга Мария Наталия фон Бремен (Marie Natalie von Bremen), которые в 1939 году репатриировались в Германию.  
В бывшем господском особняке (главном здании мызы) c 1940 года работает школа (в настоящее время Руйлаская основная школа). Сохранились большой мызный парк и несколько вспомогательных построек: ледяной погреб, конюшня ездовых лошадей (в настоящее время соединена с новым зданием спортзала), амбар (приспособлен под класс для уроков труда), жилой дом прислуги. В помещениях конюшни расположилась база конного спорта.

## Главное здание
Нынешнее главное здание мызы возведено в 1859 году, во времена Бременов (предположительно, на основе более старых построек). К нему ведёт прямая дорога протяжённостью 3 км от шоссе Таллин—Пярну. 

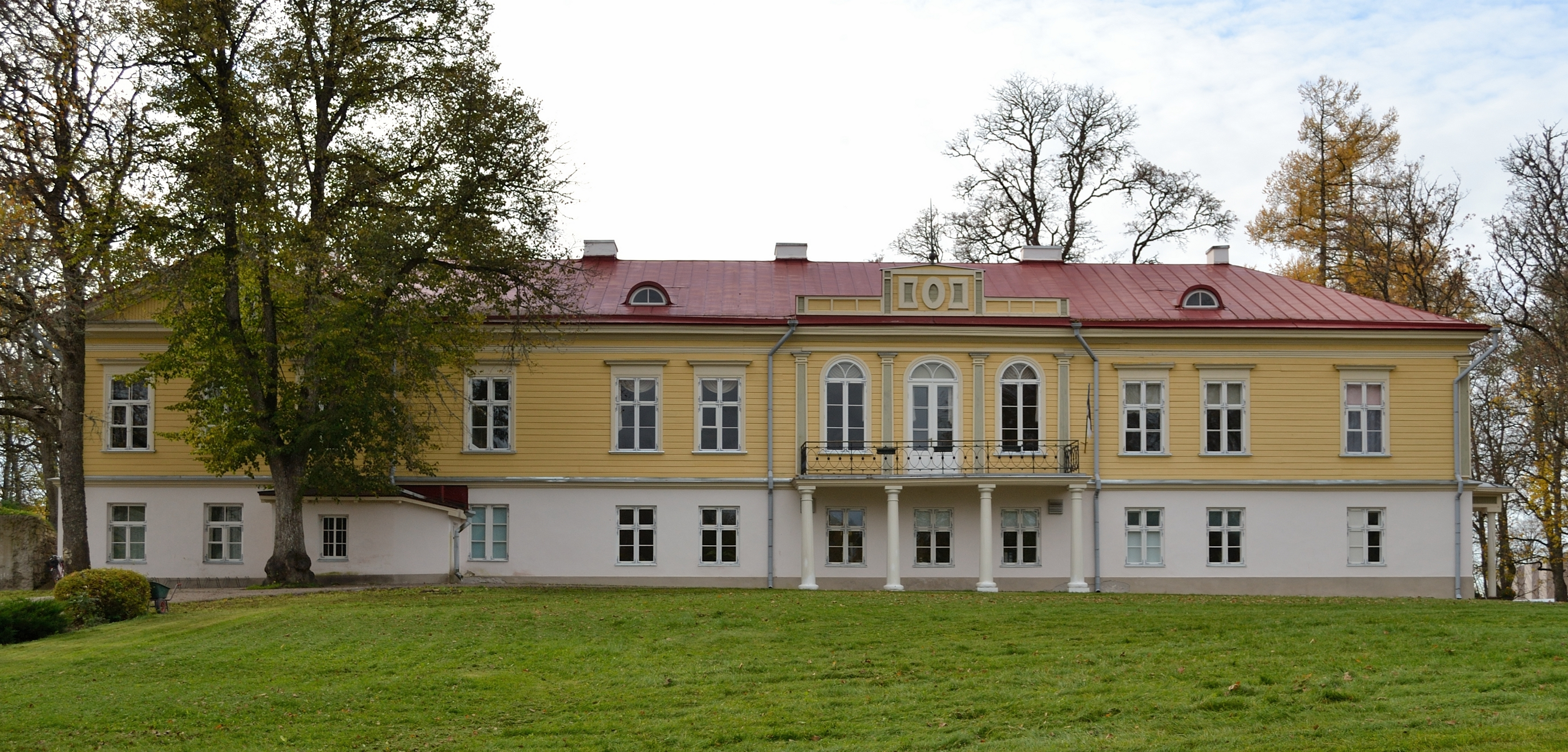
Задний фасад главного здания мызы Руиль (Руйла)

Здание построено в стиле историзма с элементами классицизма. Здание двухэтажное, с первым этажом из плитняка и деревянным вторым этажом. Каменная часть оштукатурена, деревянная часть обшита горизонтальными профилированными досками. Покрытая жестью вальмовая крыша имеет узко профилированный гейсон. Поверхность стены по центру декорирована профилированным поясом. Окна сгруппированы: три окна по центральной оси, затем два окна и ещё одно окно отдельно с краю. В правом крыле возведена нарушающая симметрию пристройка с двускатной крышей. Окна шестистворчатые; на нижнем этаже меньшие по размеру, на верхнем этаже — высокие. Окна верхнего этажа окантованы профилированными досками и накрыты профилированными карнизами. На заднем фасаде центральная ось здания подчеркнута тремя арочными окнами, высокая сегментная арка над которыми обрамлена остроконечной рамой. В середине — дверь-окно, выходящее на балкон, опирающийся на четыре деревянных столба. Углы здания украшают плоские деревянные пилястры. Крыша имеет ступенчатый фронтон по центральной оси. Потолки помещений первого этажа сводчатые. На обоих этажах сохранились печи XIX века, филёнчатые двери в стиле барокко, деревянные и паркетные полы. Все 11 кафельных печей дома находятся в хорошем состоянии и используются по своему назначению.
В первые годы работы школы в доме располагались как учебные классы, так и квартиры учителей. В ходе последующих ремонтов и реконструкций здание было перепланировано, и теперь в нём расположены только школьные помещения. В 2014 году здание было частично реновировано.

## Мызный комплекс

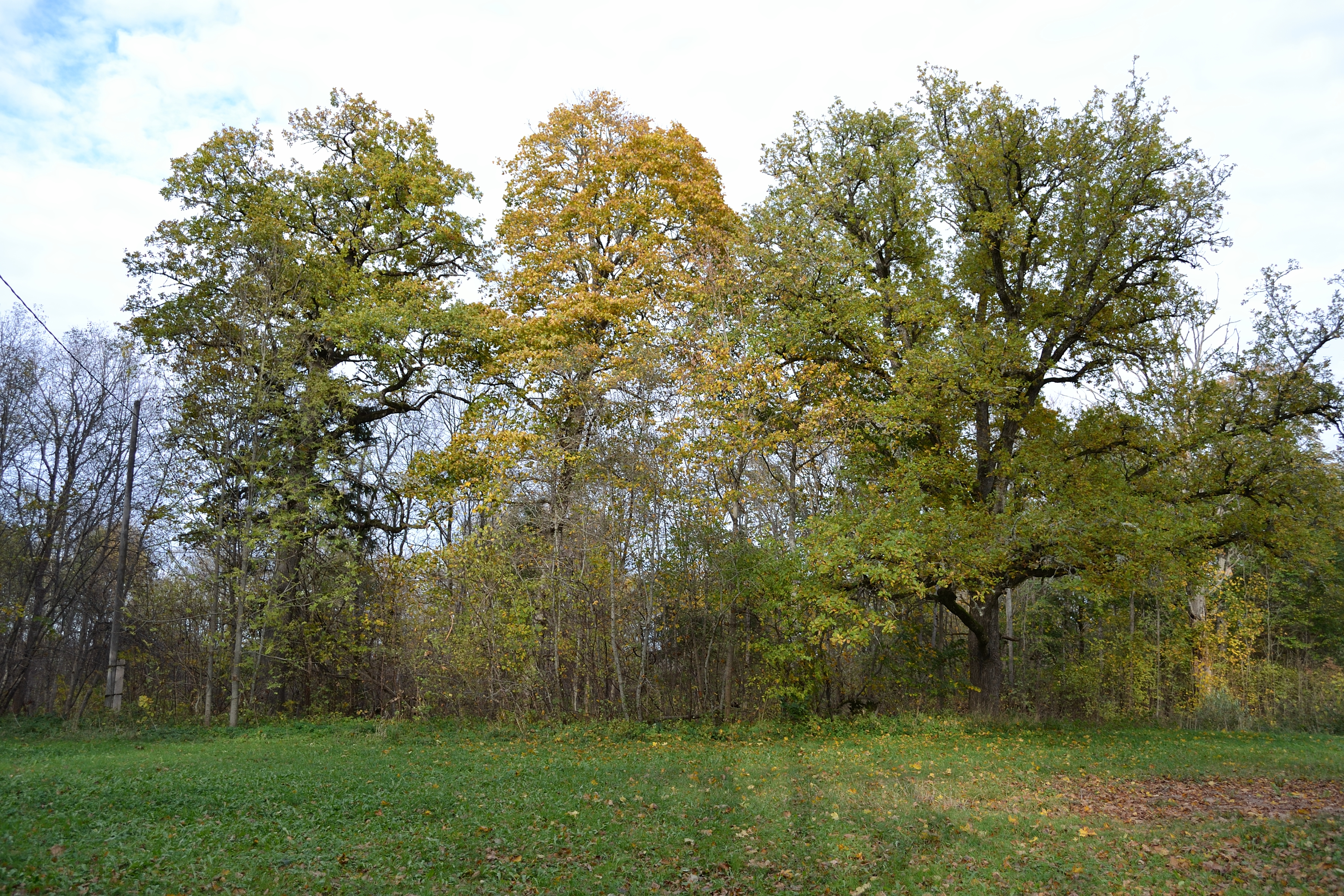
Мызный парк в октябре

В Государственный регистр памятников культуры Эстонии как памятники архитектуры внесены два объекта мызного комплекса:
- главное здание; при инспектировании 31 августа 2023 года его состояние признано удовлетворительным[7];
- парк. Типичный парк XIX века со свободной планировкой в живописном природном месте. Изначально имел регулярную планировку. С открытой, рельефно спускающейся парадной площади открывались виды на запруду реки Вазалемма с островками (ныне разрушенными) и лесопарк за нею. Парадную площадь обрамляли группы деревьев, подобранные по принципу контраста. В настоящее время парк формируют фрагменты аллей вдоль бывших дорог, руины строений и мостики. При инспектировании 31 августа 2023 года состояние парка было признано удовлетворительным[8].